# حي نوتردام (تونس)
نوتردام (بالفرنسية: Notre Dame) هو حي يؤوي مقر التلفزة التونسية و وزارة الخارجية، في مدينة تونس يقع شماليّها وشمال شرق منتزه البلفيدير، وهو محاذ لحي ميتيال فيل.